# Política de Mato Grosso do Sul
O poder político em Mato Grosso do Sul é representado pelo governador, atualmente Eduardo Riedel, vice-governador, atualmente Barbosinha, e secretários estaduais, além dos deputados estaduais e federais e senadores, atualmente: Celso Dial Lago Rodrigues, Nelson Trad Filho e Soraya Thronicke.
A Constituição de 1988 determina um novo perfil a gestão politica estadual, que passa a obter mais recursos financeiros do governo federal e adquire a si responsabilidades na saúde, educação e gestão ambiental. A política de Mato Grosso do Sul, através da legislação e gestão, desenvolve um papel importante através das ações que podem transformar seu destino nas áreas social, econômico, ambiental e territorial, já que a classe política (vereadores, deputados, senadores, prefeitos, governadores, ministros e presidentes) é detentor de poder.
Nos últimos anos está havendo uma preocupação maior em criar mecanismos eficientes para definir a importância de Mato Grosso do Sul nas escalas nacional e mundial, através das ações políticas que foram desenvolvidas para esse fim. Com toda a aparelhagem legal disponível, dispõe de instrumentos que permitam a gestão do território ou que auxilie os grupos sociais organizados de forma eficiente nas reivindicações, visto que há leis para essa finalidade.

## Símbolos oficiais
Como em qualquer estado do Brasil, Mato Grosso do Sul possui como símbolos oficiais o hino, o brasão e a bandeira.

### Brasão e bandeira

Bandeira
Brasão

### Hino oficial
Letra por Jorge Antonio Siufi e Otávio Gonçalves Gomes
Melodia por Radamés Gnattali

## Sistema eleitoral e serviço público

### Eleição
Seu eleitorado total é de 1.700.015, sendo 827.829 homens (48,69 %) e 872.186 mulheres (51,31%).

## Poderes
Para o governador criar alguma lei, é preciso a aprovação do Poder Legislativo, sendo este composto pela Assembleia Legislativa (AL). A gestão do governador torna-se mais fácil quando recebe apoio dos deputados estaduais. Há ainda o poder judiciário que fiscaliza das leis.

### Legislativo
O poder legislativo em Mato Grosso do Sul é representado pela Assembleia Legislativa de Mato Grosso do Sul (AL-MS), que são responsáveis pela apreciação e aprovação de leis estaduais e municipais. Conta com 24 deputados estaduais eleitos pelo voto direto e localizada-se no Parque dos Poderes, em Campo Grande. Os deputados foram eleitos em 2010 para ocuparem os cargos de deputados estaduais de Mato Grosso do Sul na nona legislatura, de 01 de fevereiro de 2011 a 31 de janeiro de 2015.
Em Brasília são 8 deputados federais e 3 senadores. Considere-se a possibilidade de os deputados e senadores listados estarem no exercício do mandato na qualidade de "suplentes", por de licença do titular. Alguns deputados também podem estar atualmente filiados a outro partido diferente do indicado.

### Executivo
O poder executivo em Mato Grosso do Sul é representado pelo governador, vice-governador e secretários estaduais, que são responsáveis pela aprovação de leis estaduais.

#### Governo do estado

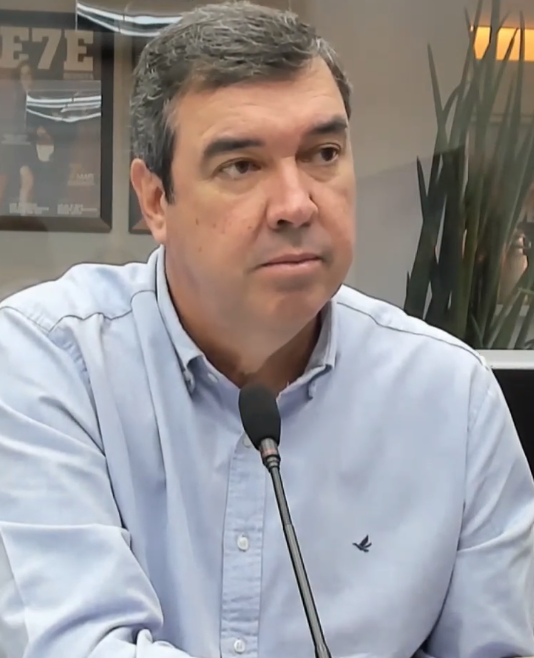
Eduardo Riedel, o atual governador.

O atual governador de Mato Grosso do Sul é Eduardo Riedel. A sede do governo do estado fica em Campo Grande na Governadoria de Mato Grosso do Sul.

#### Vice-governador do estado
O atual vice-Governador de Mato Grosso do Sul é José Carlos Barbosa, filiado atualmente ao partido Progressistas (PP).

#### Municípios
Mato Grosso do Sul possui 79 prefeituras e 79 câmaras de vereadores.

### Poder Judiciário
Mato Grosso do Sul possui um total de 54 comarcas.
O estado sedia o Poder Judiciário Estadual (Tribunal e Justiça do Estado). Também é sede do Tribunal Regional do Trabalho da 24ª Região. O Tribunal de Contas do Estado não pertence ao Poder Judiciário nem é um órgão do Poder Legislativo, pois possui autonomia administrativa e financeira. Sua função é auxiliar o Legislativo e fiscalizar a aplicação do dinheiro público. MS também dispõe do Tribunal de Contas dos Municípios, que é responsável pela fiscalização de leis municipais.
A cidade de Corumbá possui a 1ª subseção da Ordem dos Advogados do Brasil (OAB) de Mato Grosso, criada em 10 de maio de 1958. O primeiro advogado a ocupar o cargo de presidente da OAB de Corumbá foi Caio Leite de Barros.